# Moroni (Utah)
Moroni je město v okresu Sanpete County ve státě Utah ve Spojených státech amerických. K roku 2000 zde žilo 1 280 obyvatel. S celkovou rozlohou 2,8 km² byla hustota zalidnění 461 obyvatel na km².
Město čerpá hlavně z turistiky a těžby ropy.